# Leucauge comorensis
Leucauge comorensis là một loài nhện trong họ Tetragnathidae.
Loài này thuộc chi Leucauge. Leucauge comorensis được miêu tả năm 1993 bởi Schmidt & Krause.